# Marsel Klerg
 (août 2025).
Si vous disposez d'ouvrages ou d'articles de référence ou si vous connaissez des sites web de qualité traitant du thème abordé ici, merci de compléter l'article en donnant les références utiles à sa vérifiabilité et en les liant à la section « Notes et références ».
Marcel Le Clerc, dit Marsel Klerg est un prêtre catholique et écrivain français de langue bretonne.
Il est également connu des lecteurs bretonnants sous son nom de plume gallois Klerg Llydaw.

## Biographie

### Enfance et formation
Il est originaire de Plémet.

### Carrière
Il est le créateur de la revue en langue bretonne Barr-Heol war Feiz ha Breizh[réf. nécessaire].
Situé à Ploubezre près de Lannion, puis après sa nomination à Buhulien, Barr-Heol, qui parut de 1954 à 1977, d'inspiration ouvertement catholique ; de son titre complet, Barr-Heol war Feiz ha Breizh (Rayon de Soleil sur la Foi et la Bretagne). En supplément, se trouvaient des traductions de textes liturgiques, en particulier le « propre de la messe quotidienne » ainsi que l’« Office des Lectures », correspondant à la Prière du Temps Présent, publié lui-même par l'abbé Joseph Lec'hvien, recteur alors de Kergrist-Moëlou et directeur de la maison d'édition en breton An Tour-tan (Le Phare) spécialisée dans l'édition de textes bibliques traduits en breton directement depuis les textes originaux en hébreu. 
L'orthographe du breton utilisée est l'orthographe KLTG. L'abbé Marsel Klerg fut aussi le « découvreur » de la poétesse de langue bretonne Anjela Duval.
L'Abbé Armans Ar C'halvez fut l'un des principaux soutiens de l'Abbé Marsel Klerg dans sa direction de Barr-Heol war Feiz ha Breizh.

## Auteurs deBarr-Heol
- Anjela Duval, Ivetig an Dred-Kervella, Frañsez Kervella, Ernest Le Barzic, Jakez Konan, Per Bourdellez, Madalen Saint-Gal de Pons, Roparzh Broudig, etc.

## Publications
- Ar bibl santel. Aviel sant Yann. 1954. (Avec Maodez Glanndour)
- Ar bibl santel Habakouk, Hobdia, Yoel, Yona. 1955. (Avec Maodez Glanndour)
- Aviel sant Mark. 1959
- Seurez Kerwenan = La bonne-sœur des Avettes. 1962. (avec  Ronan de Kermené)
- Aviel Santel hervez Lukaz. 1964.
- Skritur sakr : Lizher da Filemon. 1964.
- Leksional Sulioù ha Gouelioù ar Bloavezh A/B/K Ordo Lectionum Missae 1970
- Canu Llywarch Hen, hervez embannadur ifor williams. 1983.
- Obidoù an aotroù beleg Marsel Klerg, 1913-1984 e Bulien. 1984.
- Canu Aneirin : Y gododdin. 1984. (trad.)
- Williams : Canu llywarch hen. 1984. (trad.)
- Un deiz a viz mae : ha danevelloù all. 1998.